# Борзаковский, Иоанн Варфоломеевич
Иоа́нн Варфоломе́евич Борзако́вский (23 июня 1850 — 1 ноября 1916) — член IV Государственной думы от Черниговской губернии, священник.

## Биография
Сын священника.
В 1875 году окончил Черниговскую духовную семинарию. По окончании семинарии служил учителем в Черниговском духовном училище (1875—1879).
В 1879 году был рукоположен в священники и определен к Троицкой церкви села Крехаева Остерского уезда. Был благочинным 4-го округа Остерского уезда (1883—1912), протоиереем (1903—1912) и настоятелем Воскресенской церкви села Зазимье того же уезда. Кроме того, состоял наблюдателем церковно-приходских школ, законоучителем министерского училища и церковно-приходской школы. Избирался депутатом от духовенства по училищным делам и депутатом от духовенства в Остерском уездном земском собрании (с 1896).
В 1912 году был избран членом Государственной думы от Черниговской губернии. Входил во фракцию русских националистов и умеренно-правых (ФНУП), после её раскола в августе 1915 — в группу прогрессивных националистов и Прогрессивный блок. Состоял членом комиссии по вероисповедным вопросам.
Умер в 1916 году. Был женат, имел двоих детей.